# راننده اجباری
راننده اجباری فیلمی به کارگردانی ناصر محمدی و نویسندگی محمدعلی بندانی محصول سال ۱۳۵۴ است.

## داستان
فرهاد (منوچهر وثوق) که با تاکسی دوستش اکبر آقا انبردست (سیدعلی میری) کار می‌کند، با دختری به نام پروانه (آرام) آشنا می‌شود و با او به شمال می‌رود...

## بازیگران
- منوچهر وثوق
- آرام
- علی میری
- کامی کسروی
- محمدتقی کهنمویی
- شادی آفرین
- آتش
- احمد دولت‌آبادی
- نرسی کرکیا
- حسین شهاب
- ذبیح‌الله ذبیح‌پور
- علی دهقان
- رضا حاجیان
- محمود تاتار
- پرویز صیاد
- شاپور بخشایی
- عباس مختاری
- حسین محسنی
- محمدعلی بندانی